# Diferencias teológicas entre la Iglesia católica y la Iglesia ortodoxa
Para conocer las diferencias eclesiásticas entre las dos iglesias, consulte: Diferencias eclesiásticas entre la Iglesia católica y la Iglesia ortodoxa oriental

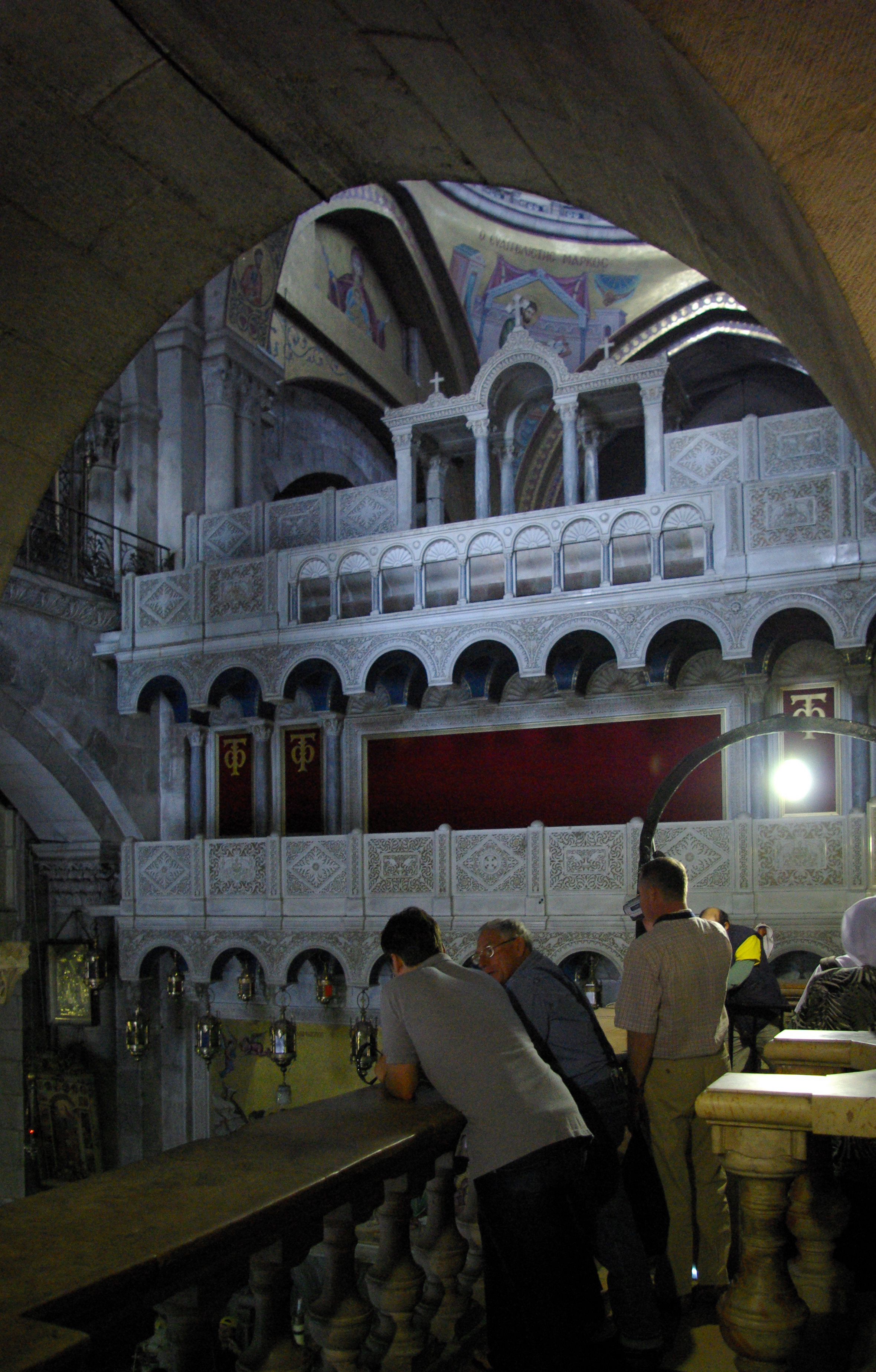
La Iglesia del Santo Sepulcro en Jerusalén - un centro de peregrinación cristiana compartido y disputado durante mucho tiempo entre la Ortodoxia bizantina, la Iglesias ortodoxas orientales, y la Iglesia católica.

La Iglesia Católica y la Iglesia ortodoxa han estado en un estado de cisma oficial entre sí, con algunas reunificaciones efímeras (como tras el Concilio de Florencia) desde el Cisma de Oriente de 1054. Este cisma original se vio exacerbado por las diferencias históricas y lingüísticas, y las consiguientes diferencias teológicas entre las iglesias occidentales y orientales.
Las principales diferencias teológicas con la Iglesia católica son la primacía papal y la cláusula filioque'. En la espiritualidad, se debate activamente la viabilidad de la distinción esencia-energía del neopalamismo y de la visión experiencial de Dios alcanzada en la theoria y la theosis.
Aunque en el siglo XXI crecieron los sentimientos antioccidentales con el auge del neopalamismo, "el futuro del acercamiento entre Oriente y Occidente parece estar superando las polémicas modernas del neoescolasticismo y el neopalamismo". Desde el Concilio Vaticano II, la Iglesia católica ha adoptado generalmente el enfoque de que el cisma es principalmente de naturaleza  eclesiológica, que las enseñanzas doctrinales de las iglesias ortodoxas orientales son generalmente sólidas, y que "la visión de la plena comunión que hay que buscar es la de la unidad en la legítima diversidad" como antes de la división.

## Áreas de acuerdo doctrinal
Ambas iglesias aceptan las decisiones de los primeros siete concilios ecuménicos de la Iglesia indivisa. Estas son
- El Primer Concilio de Nicea
- El Primer Concilio de Constantinopla
- El Concilio de Éfeso
- El Concilio de Calcedonia
- Segundo Concilio de Constantinopla
- El Tercer Concilio de Constantinopla y
- El Segundo Concilio de Nicea.

Existe, por tanto, acuerdo doctrinal sobre:
- La naturaleza divina y humana de Jesús
- La sucesión apostólica
- El triple ministerio de obispos, sacerdotes y diáconos
- La amplia estructura de la Iglesia visible
- La vida sin pecado de la Santísima Virgen María y el honor que se le debe como Theotokos
- Invocación de los santos
- Aceptación de los siete sacramentos
- Confesión a un sacerdote
- Uso de iconos en el culto
- Celebración solemne de la Eucaristía y afirmación de su naturaleza sacrificial como idéntica al sacrificio de Cristo.
- El pan y el vino eucarísticos se convierten en el cuerpo y la sangre de Jesucristo.

Ambas iglesias rechazan muchas doctrinas novedosas del Protestantismo, algunos ejemplos importantes de las cuales son las enseñanzas de salvación sólo por la fe y sola scriptura.

## Cisma Este-Oeste
.

Cambios en la extensión del Imperio gobernado desde Constantinopla.
476 Fin del Imperio de Occidente; 550 Conquistas de Justiniano I; 717 Ascensión de León el Isaurio; 867 Ascensión de Basilio I; 1025 Muerte de Basilio II; 1095 Víspera de la Primera Cruzada; 1170 Bajo Manuel I; 1270 Bajo Miguel VIII Palaiologos; 1400 Antes de la caída de Constantinopla

La Iglesia católica y la Iglesia ortodoxa oriental están oficialmente separadas desde el Cisma de Oriente y Occidente de 1054. Este cisma fue causado por diferencias históricas y lingüísticas, y las consiguientes diferencias teológicas entre las iglesias occidentales y orientales.
El Imperio bizantino se retiró definitivamente de la ciudad de Roma en 751, poniendo fin al Papado bizantino. El posterior distanciamiento mutuo entre el Oriente de habla griega y el Occidente de habla latina condujo a un creciente desconocimiento de los desarrollos teológicos y eclesiológicos de cada tradición.
La Iglesia de Oriente y la Iglesia de Occidente utilizaban respectivamente el griego y el latín como medio de comunicación. Las traducciones no siempre se correspondían exactamente. Esto también dio lugar a malentendidos.

## Primacía papal
La primacía papal, también conocida como "primacía del Obispo de Roma", es una doctrina eclesiástica relativa al respeto y la autoridad que se debe al papa por parte de otros obispos y sus sedes episcopales.
En las iglesias ortodoxas orientales, algunos entienden la primacía del obispo de Roma como un mero honor, considerándolo como primus inter pares ("primero entre iguales"), sin poder efectivo sobre otras iglesias. Otros Teólogos cristianos ortodoxos, sin embargo, ven la primacía como poder autoritario: la expresión, manifestación y realización en un obispo del poder de todos los obispos y de la unidad de la Iglesia.
La Iglesia católica atribuye a la primacía del Papa "la potestad plena, suprema y universal sobre toda la Iglesia, potestad que puede ejercer siempre sin impedimentos", con una potestad que atribuye también al todo el cuerpo de los obispos unido al Papa. El poder que atribuye a la autoridad primordial del papa tiene limitaciones que son oficiales, legales, dogmáticas y prácticas.
y la Infalibilidad Papal en Cuestiones de Fe y Moral cuando declara ex-cathedra, que significa desde la Cátedra de Pedro, no significa literalmente desde la cátedra sino ciertas palabras autoritativas particulares, mientras que en otros temas no relacionados con cuestiones de fe o Moral la iglesia aconseja a todos los miembros de la fe católica tener piedad filial hacia el Papa (significa respeto y lealtad por su cargo y autoridad otorgada por nuestro Señor). (naturalmente siempre y cuando esos asuntos particulares no entren en conflicto con la fe, la moral, ni la fe ni entren en conflicto con los primeros concilios sagrados de la iglesia y lo que los predecesores (Papas) ya han declarado sagrado. en caso de duda se aconseja a los fieles hablar con un sacerdote en privado para consultar un asunto)
En el Documento de Rávena, publicado en 2007, los representantes de la Iglesia Ortodoxa Oriental y de la Iglesia Católica declararon conjuntamente que tanto Oriente como Occidente aceptan el hecho de la primacía del Obispo de Roma a nivel universal, pero que existen diferencias de entendimiento sobre cómo debe ejercerse la primacía y sobre sus fundamentos escriturales y teológicos.

## Filioque
Las diferencias sobre esta doctrina y la cuestión de la Primacía papal han sido y siguen siendo causas principales de cisma entre las iglesias ortodoxas orientales y occidentales. El término ha sido una fuente continua de conflicto entre el cristianismo oriental y el cristianismo occidental, contribuyendo, en gran parte, al Cisma de Oriente de 1054 y demostrando ser un obstáculo para los intentos de reunificación de ambas partes.

### La cláusulaFilioque
Filioque (literalmente "y el Hijo") es un término latino añadido al Credo Niceno-Constantinopolitano (comúnmente conocido como Credo Niceno), que está ausente en la versión griega original. El término latino Filioque se traduce en la cláusula castellana "y del Hijo" en dicho credo:
Creo en el Espíritu Santo, Señor y dador de vida,
que procede del Padre y del Hijo.
Que con el Padre y el Hijo es adorado y glorificado.
o en latín:
Et in Spiritum Sanctum, Dominium et vivificantem:
qui ex Patre Filioque procedit
Qui cum Patre, et Filio simul adoratur. et cum glorificatur

### Inclusión y rechazo
El Filioque está incluido en la forma del Credo Niceno-Constantinopolitano utilizado en la mayoría de las iglesias cristianas occidentales, aparecido por primera vez en el siglo VI. No fue aceptada por los papas hasta 1014 y es rechazada por la Iglesia Ortodoxa Oriental, Iglesias Ortodoxas Orientales e Iglesia de Oriente.

### Consecuencias
La inclusión del término Filioque, así como su traducción y comprensión, puede tener importantes implicaciones en la forma de entender la doctrina cristiana central de la Santísima Trinidad. Para algunos, el término implica una grave subestimación del papel de el Padre en la Trinidad; para otros, la negación de lo que expresa implica una grave subestimación del papel de el Hijo en la Trinidad. Con el tiempo, el término se convirtió en un símbolo de conflicto entre el cristianismo oriental y el cristianismo occidental, aunque ha habido intentos de resolver el conflicto. Entre los primeros intentos de armonización se encuentran las obras de Máximo el Confesor, que fue canonizado independientemente por las iglesias orientales y occidentales.

### Posible resolución lingüística
En 1995, el Pontificio Consejo para la Promoción de la Unidad de los Cristianos (PCPU) señaló que el enigma Filioque puede ser un problema de lenguaje, más que un problema de teología. La palabra ἐκπορεύεσθαι en griego indica una causa primaria o una causa última; mientras que la palabra latina procedere indica una procesión pero no de una causa última.  La versión latina puede traducirse mejor al griego como προϊέναι, en lugar de ἐκπορεύεσθαι.  El metropolita Juan Zizioulas declaró que la postura del PCPCU muestra signos positivos de reconciliación para la cuestión del Filioque entre las iglesias orientales y occidentales.

## Neo-Palamismo: theoria y hesicasmo

### Neo-Palamismo
El siglo XX vio el auge del neopalamismo, c.q. "Movimiento neo-ortodoxo", en las Iglesias ortodoxas orientales. Según este punto de vista, surgido en defensa de la distinción palamita entre esencia y energía, la teología occidental está dominada por la filosofía racional, mientras que la teología ortodoxa se basa en la visión experiencial de Dios y de la verdad suprema. Según el neopalamismo, ésta es la principal división entre Oriente y Occidente.
El neopalamismo tiene sus raíces en la controversia hesicasta o controversia palamita (siglo XIV), 
en el que Gregorio Palamas justificaba teológicamente la práctica ortodoxa del hesicasmo. La controversia hesicasta condujo a una mayor distinción entre Oriente y Occidente, dando un lugar prominente a la práctica contemplativa y a la teología en las Iglesias Ortodoxas Orientales. La publicación en 1782 de la Filocalia, que condujo a un renacimiento del hesicasmo, fue aceptada en particular por las iglesias ortodoxas eslavas. Junto con la importancia que le concedió en el siglo XX la escuela parisina de teología ortodoxa, ha "llevado a que el hesicasmo sea definitivo para la teología ortodoxa moderna como nunca antes", con su distinción palamita Esencia-energías..

### Teología racional y mística
Según estos modernos teólogos ortodoxos orientales, la teología occidental depende demasiado de la teología katafática. Según Steenberg, los teólogos orientales afirman que el cristianismo en esencia es la verdad apodíctica, en contraste con la dialéctica, dianoia, o conocimiento racionalizado que es la verdad a la que se llega por medio de la especulación filosófica.
Mientras Tomás de Aquino sostenía que la teología katafática y la apofática necesitan equilibrarse mutuamente, Vladimir Lossky sostenía, basándose en su lectura de Dionisio el Areopagita y Máximo el Confesor, que la teología positiva es siempre inferior a la teología negativa. Según Lossky la mística, c.q. gnosiología,( filosofía del conocimiento y la cognición) es la expresión de la teología dogmática por excelencia, mientras que la teología positiva es un paso en el camino hacia el conocimiento superior alcanzado por la negación. Según Lossky, la diferencia entre Oriente y Occidente se debe a que la Iglesia católica utilizó la filosofía metafísica pagana, y su consecuencia, la escolástica, en lugar de la experiencia mística y real de Dios llamada theoria, para validar los dogmas teológicos del cristianismo católico. Lossky sostiene que, por lo tanto, los ortodoxos orientales y los católicos se han convertido en "hombres diferentes", afirmando que "la Revelación establece un abismo entre la verdad que declara y las verdades que pueden descubrirse mediante la especulación filosófica".
Lossky tuvo una fuerte influencia en la teología ortodoxa oriental del siglo XX, e influyó en Juan Romanides, a su vez también un teólogo influyente por sí mismo. Romanides vio una fuerte dicotomía entre los puntos de vista ortodoxos orientales y occidentales, argumentando que la influencia de los francos, y la aceptación occidental de la teología de Agustín, es el punto de partida de la teología racional occidental, y la dicotomía entre Oriente y Occidente.
Este mismo sentimiento fue expresado también por los primeros movimientos eslavófilos (siglo XIX) en las obras de Ivan Kireevsky y Aleksey Khomyakov. Los eslavófilos buscaban la reconciliación con las diversas formas de cristianismo, como se puede ver en las obras de su más famoso defensor Vladimir Solovyov.

## Orientaciones futuras
La Iglesia católica considera que la mayor parte de las diferencias entre la teología oriental y la occidental son complementarias y no contradictorias, como se afirma en el decreto Unitatis redintegratio del Concilio Vaticano II, que declaró:

En el estudio de la revelación, Oriente y Occidente han seguido métodos distintos y han desarrollado de manera diferente su comprensión y confesión de la verdad de Dios. No es de extrañar, por tanto, que de vez en cuando una tradición se haya acercado más que la otra a la plena apreciación de algunos aspectos de un misterio de la revelación, o lo haya expresado mejor. En tales casos, estas diversas expresiones teológicas deben considerarse a menudo como mutuamente complementarias, más que conflictivas. Por lo que respecta a las auténticas tradiciones teológicas de la Iglesia de Oriente, debemos reconocer el admirable modo en que hunden sus raíces en la Sagrada Escritura, y cómo se nutren y expresan en la vida litúrgica. Su fuerza procede también de la tradición viva de los apóstoles y de las obras de los Padres y de los autores espirituales de las Iglesias orientales. Así promueven la recta ordenación de la vida cristiana y, de hecho, allanan el camino hacia una visión plena de la verdad cristiana.

La actitud de la Iglesia católica también fue expresada por el papa Juan Pablo II en la imagen de la Iglesia "respirando con sus dos pulmones". Se refería a que debía haber una combinación del temperamento "latino", más racional, jurídico y organizativo, con el espíritu intuitivo, místico y contemplativo que se encuentra en Oriente.
El Catecismo de la Iglesia Católica, citando documentos del Concilio Vaticano II y del Papa Pablo VI, afirma:

La Iglesia sabe que está unida de muchas maneras a los bautizados que se honran con el nombre de cristianos, pero que no profesan íntegramente la fe católica o no han conservado la unidad o la comunión bajo el sucesor de Pedro" (Lumen gentium 15). Aquellos "que creen en Cristo y han sido debidamente bautizados son puestos en cierta comunión, aunque imperfecta, con la Iglesia católica" (Unitatis redintegratio 3). Con las Iglesias ortodoxas, esta comunión es tan profunda "que le falta poco para alcanzar la plenitud que permitiría una celebración común de la Eucaristía del Señor" (Pablo VI, Discurso, 14 de diciembre de 1975; cf. Unitatis redintegratio 13-18).

.
El 10 de julio de 2007, la Congregación para la Doctrina de la Fe publicó un documento, aprobado por el papa Benedicto XVI, que afirmaba que el Iglesias Orientales están separadas de Roma (las iglesias miembros de la Iglesia Ortodoxa Oriental, la Ortodoxia Oriental y la Iglesia Asiria de Oriente) y por eso mismo "les falta algo en su condición de Iglesias particulares", y que la división significa también que "la plenitud de la universalidad, que es propia de la Iglesia gobernada por el Sucesor de Pedro y los Obispos en comunión con él, no se realiza plenamente en la historia. "
El 3 de julio de 2019, se reveló que durante una reunión en el Vaticano con el arzobispo ortodoxo Job de Telmessos, que representaba al Patriarca Ecuménico Bartolomé de Constantinopla, durante la fiesta de San Pedro y San Pablo el 29 de junio de 2019, el Papa Francisco declaró que la unidad en lugar de nivelar las diferencias debería ser el objetivo entre las Iglesias católica y ortodoxa oriental. El Papa Francisco también entregó a Bartolomé nueve fragmentos de huesos que se creía que habían pertenecido a San. Pedro y que fueron expuestos en una misa pública que se celebró en el Vaticano en noviembre de 2013 para celebrar el "Año de la fe". A pesar de mantener un encuentro "cordial" con el presidente ruso Vladímir Putin, con quien el Papa ha tenido un historial de buenas relaciones, el 4 de julio de 2019 seguían las tensiones entre el Vaticano y las iglesias ortodoxas rusas, y el papa Francisco declaró que es poco probable que visite Rusia a menos que Putin acceda a no incluir a la Iglesia ortodoxa rusa en la visita. Putin también declaró al Papa que no invitaría al Pontífice a Rusia sin esta condición. El papa Francisco también dio a entender que estaba dispuesto a apoyar las preocupaciones de la Iglesia greco-católica ucraniana, que ha expresado su oposición tanto a la intervención de Putin en Ucrania como a la actual relación del Vaticano con Putin.
Al comienzo de una reunión de dos días en el Vaticano con líderes greco-católicos ucranianos el 5 de julio de 2019, el Papa Francisco insinuó que apoyaba las preocupaciones de la Iglesia en Ucrania y pidió una mayor ayuda humanitaria a Ucrania. El Papa expresó previamente su consternación por el papel de la Iglesia ortodoxa rusa en el conflicto de Ucrania también a principios de 2019.

### Sub-notas
1. ↑  Esta afirmación la hace Romanides en el título de su Enseñanzas de Agustín que fueron condenadas como las de Barlaam el Calabrés por el Noveno Concilio Ecuménico de 1351.